# Bilal Hamdi
Bilal Hamdi, né le 1er mai 1991 à Nedroma en Algérie, est un footballeur franco-algérien.

## Biographie

### Parcours en club
Bilal Hamdi est originaire de Dammarie-les-Lys en région parisienne.
Il est détecté par Lens alors qu'il joue avec Moissy Cramayel et intègre alors en parallèle le centre de préformation de Liévin. En mai 2005, il dispute avec le RC Lens le tournoi international des 13 ans du PSG, où il est élu dans l'équipe type, aux côtés notamment de Gaël Kakuta. En 2006 il est membre de la sélection de la Ligue du Nord-Pas-de-Calais qui dispute la Coupe Nationale des 14 ans. Bilal Hamdi rejoint le centre de formation du RC Lens à quinze ans en 2006. Il joue en 16 ans Nationaux et remporte le championnat de France des 18 ans en 2009 avec Eric Assadourian comme coach. Il signe professionnel en 2010 mais ne joue aucun match avec l'équipe première.
En 2012, il signe un contrat au Stade Lavallois en Ligue 2. Le 27 juillet 2012, il est titulaire pour la première fois lors de la première journée de la saison 2012-2013 de Ligue 2 contre LB Châteauroux. Lors de cette première saison, il dispute 34 matchs, inscrit deux buts et délivre quatre passes décisives.
En fin de saison, Philippe Hinschberger ne souhaite pas le conserver et il est libéré de sa seconde année de contrat avec Laval et rejoint le Clermont Foot 63,. Il dispute 25 matchs lors de la saison 2013-2014 sous les ordres de Régis Brouard.
À la suite de l'arrivée de Corinne Diacre pour la saison 2014-2015, il ne joue plus et signe finalement au Stade brestois le 23 janvier 2015, jusqu'à la fin de saison.

### Parcours en sélection
Il fait partie des sélections de jeunes en équipe de France.
En octobre 2009, Bilal Hamdi est sélectionné avec l'équipe d'Algérie des moins de 20 ans pour un stage à Staouéli. En décembre, il est membre de l'équipe des moins de 20 ans qui se classe seconde du tournoi junior de l'UNAF 2009 en Libye. En 2011, il est sélectionné avec l'équipe olympique à plusieurs reprises par Azzedine Aït Djoudi mais ne participe pas au tournoi 2011 des moins de 23 ans de la CAF.

## Palmarès
- Champion de France des 18 ans en 2009 avec le RC Lens[6]
- Vainqueur de la coupe de la ligue (Nord-Pas-de-Calais) Avec L’US Tourcoing

## Statistiques
| Saison                      | Club             | Pays     | Championnat | Championnat | Championnat | Championnat  | Championnat  | Coupe de France | Coupe de France | Coupe de la Ligue | Coupe de la Ligue | Sélections | Sélections |
| Saison                      | Club             | Pays     | Division    | Matchs      | Buts        | Cartons      | Cartons      | Matchs          | Buts            | Matchs            | Buts              | Matchs     | Buts       |
| --------------------------- | ---------------- | -------- | ----------- | ----------- | ----------- | ------------ | ------------ | --------------- | --------------- | ----------------- | ----------------- | ---------- | ---------- |
| Saison                      | Club             | Pays     | Division    | Matchs      | Buts        | Carton jaune | Carton rouge | Matchs          | Buts            | Matchs            | Buts              | Matchs     | Buts       |
| 2009-2010                   | RC Lens B        | France   | CFA         | 24          | 1           | -            | -            | -               | -               | -                 | -                 | U20        | -          |
| 2010-2011                   | RC Lens B        | France   | CFA         | 18          | 3           | -            | -            | -               | -               | -                 | -                 | -          | -          |
| 2011-2012                   | RC Lens B        | France   | CFA         | 23          | 1           | -            | -            | -               | -               | -                 | -                 | U23        | -          |
| 2012-2013                   | Stade lavallois  | France   | Ligue 2     | 34          | 2           | 0            | 0            | 2               | 0               | 2                 | 0                 | -          | -          |
| 2013-2014                   | Clermont Foot 63 | France   | Ligue 2     | 25          | 0           | 0            | 0            | 0               | 0               | 2                 | 0                 | -          | -          |
| 2014-2015                   | Clermont Foot 63 | France   | Ligue 2     | 1           | 0           | 1            | 0            | 0               | 0               | 0                 | 0                 | -          | -          |
| 2014-2015                   | Stade brestois   | France   | Ligue 2     | 5           | 1           | 0            | 0            | -               | -               | -                 | -                 | -          | -          |
| 2015-2016                   |                  |          |             |             |             |              |              |                 |                 |                   |                   |            |            |
| Club Sportif Sedan Ardennes | France           | National | 2           | 0           | 0           | 0            | 0            | 0               | 0               | 0                 | -                 | -          |            |
| 2016-2017                   |                  |          |             |             |             |              |              |                 |                 |                   |                   |            |            |
| Club Sportif Sedan Ardennes | France           | National | 18          | 2           | 2           | 0            | 2            | 0               | 0               | 0                 | -                 | -          |            |

Au 30 juin 2017